# Israel August Åström
Israel August Åström, född 31 januari 1877 i Lycksele socken, död 5 november 1937 i Uppsala, var riksevangelist i Svenska Missionsförbundet 1914–1937, pastor och författare.

## Biografi
Israel August Åström växte upp i ett lantbrukshem och arbetade i unga år som skräddare. Han genomgick en omvändelseupplevelse till kristen tro i tonåren och utbildade sig först inom Frälsningsarmén, innan han läste vid Svenska Missionsförbundets Missionskola 1901–1903. 
Efter ett antal år i USA där han ordinerats som pastor och arbetat i flera församlingar återvände han till Sverige 1909. Åström var gift med Signe Ingeborg Maria Åström, född Granbom.
Åström anställdes 1914 som SMF:s andre riksevangelist. Efter Åströms mötesserier i missionsförsamlingarna i Limhamn 1918 välkomnades 118 nya medlemmar; i Uppsala 1919 välkomnades 120; och i Falun 1921, 150 medlemmar.
I sin predikogärning var han inspirerad av den amerikanske evangelisten Billy Sunday och väckelsemötena var ofta dramatiska med fart och fläkt. Åström använde moderna metoder för affischering och pålysningar inför kampanjerna. 
Han var även känd som en kristen pacifist som förkunnade mot krig och våld, vilket även var ett tema i flera av hans skrifter. Åström skrev ett flertal böcker och ett flertal småskrifter.
Makarna Åström är begravda på Uppsala gamla kyrkogård.